# リーズ
リーズ (Leeds) は、イングランドの北部にある都市。行政上はウェスト・ヨークシャー州シティ・オブ・リーズに所属する。人口は78万9194人（2018年国勢調査）で、このうち中心部は47万4632人。ロンドンから鉄道で2時間15分の場所に位置している。
羊毛工業が盛んで産業革命時にはその中心地となったイングランド北部の商業都市。イングランドで3番目に大きな都市と言われるが、町の中心から30分も車で走れば、牧草地に羊が群れて草を食んでいるヨークシャーの田舎の景色が広がる。国立公園のヨークシャー・デールズはイギリスの中でも主要なトレッキング・スポットとして有名である。

## 地理
エア川沿いに位置する都市。近隣の都市としては、約15キロメートル西にブラッドフォード、35キロメートル北東にヨーク、60キロメートル南西にマンチェスター、50キロメートル南にシェフィールドが位置している。

## 歴史
中世中期においては農業が中心であったが、百年戦争が行われた14世紀ころよりフランドルから毛織物の技術が持ち込まれた。テューダー朝の時代には、羊毛、毛織物の生産で栄えたほか、交通路の結節点として流通拠点としての役割も果たした。
ヨークシャーの紋章として、白いバラが使われているが、これはヨーク家の紋章に由来するものであり、リーズ市内のいたるところで見る事が出来る。かつてこの白薔薇を家紋とする、ヨーク家と、赤薔薇のランカスター家が争った際には、この両家の家紋から「薔薇戦争」と名付けられた。ヨークシャーは白薔薇であるが、マンチェスターを中心とするランカシャー地方の紋章は赤薔薇で、今でも仲が良くないのはこうした歴史的背景によるものである。実際、サッカークラブのリーズ・ユナイテッドとマンチェスター・ユナイテッドの試合は「ローズ・ダービー」と呼ばれるほどで、ペニン山で分けられたリーズ対マンチェスターは、イングランド内でも対抗意識の激しい2都市である。

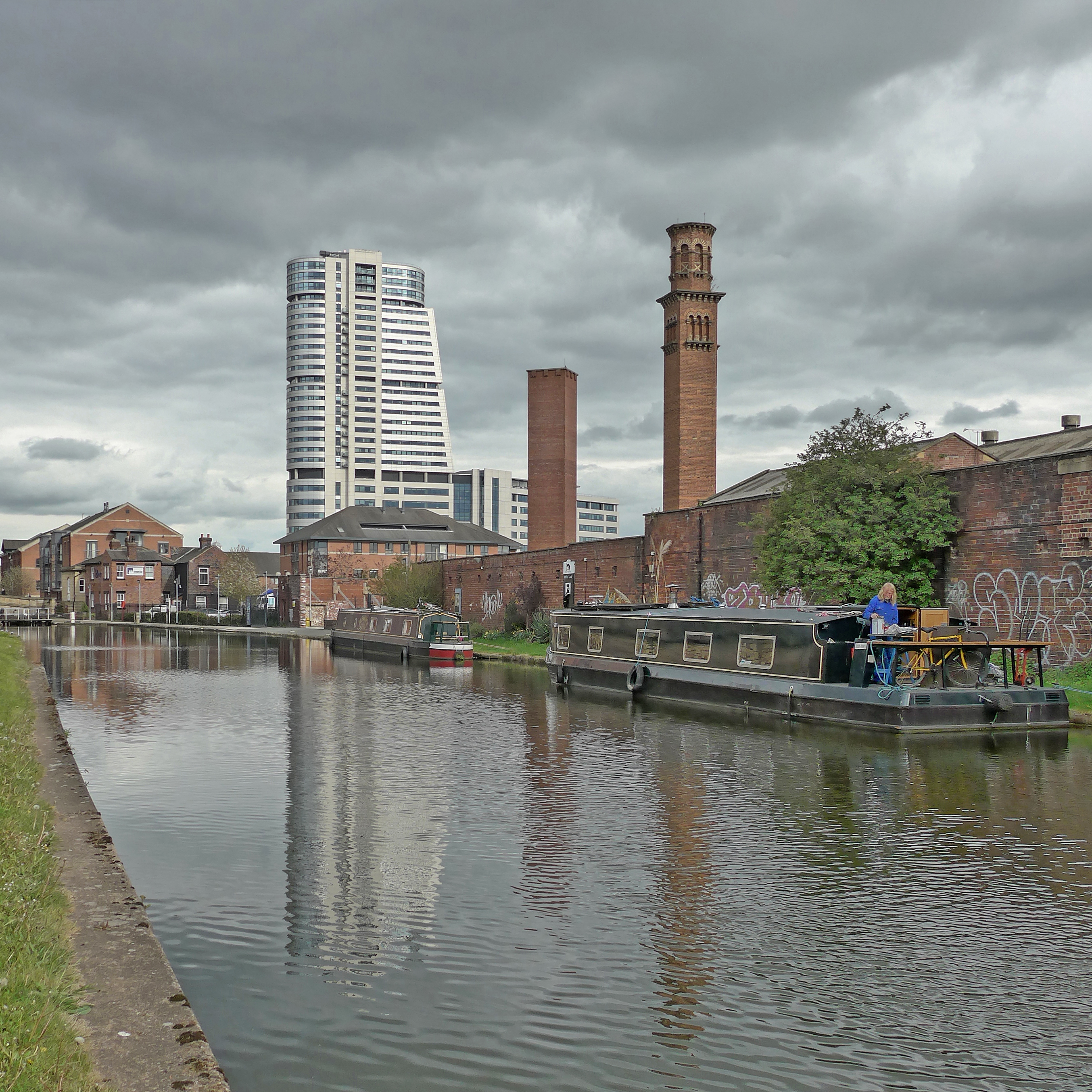
リーズ・リヴァプール運河

産業革命の進展にともなって交通網の整備はさらに進み、1816年にはリーズ・リヴァプール運河、1848年には鉄道が開通した。
近年リーズは「北の首都」とも最近は呼ばれ、金融経済の中核をなす都市として目覚しい発展を遂げている。19世紀来の羊毛産業が不振になると産業転換を図り、現在はIT、金融等の経済都市として成長を遂げている。経済紙の調査によると、リーズはヨーロッパの都市で最も成長率の高い都市として認められ、観光面でもヨーロッパで注目度の高い都市として賞を受賞した。

## 経済

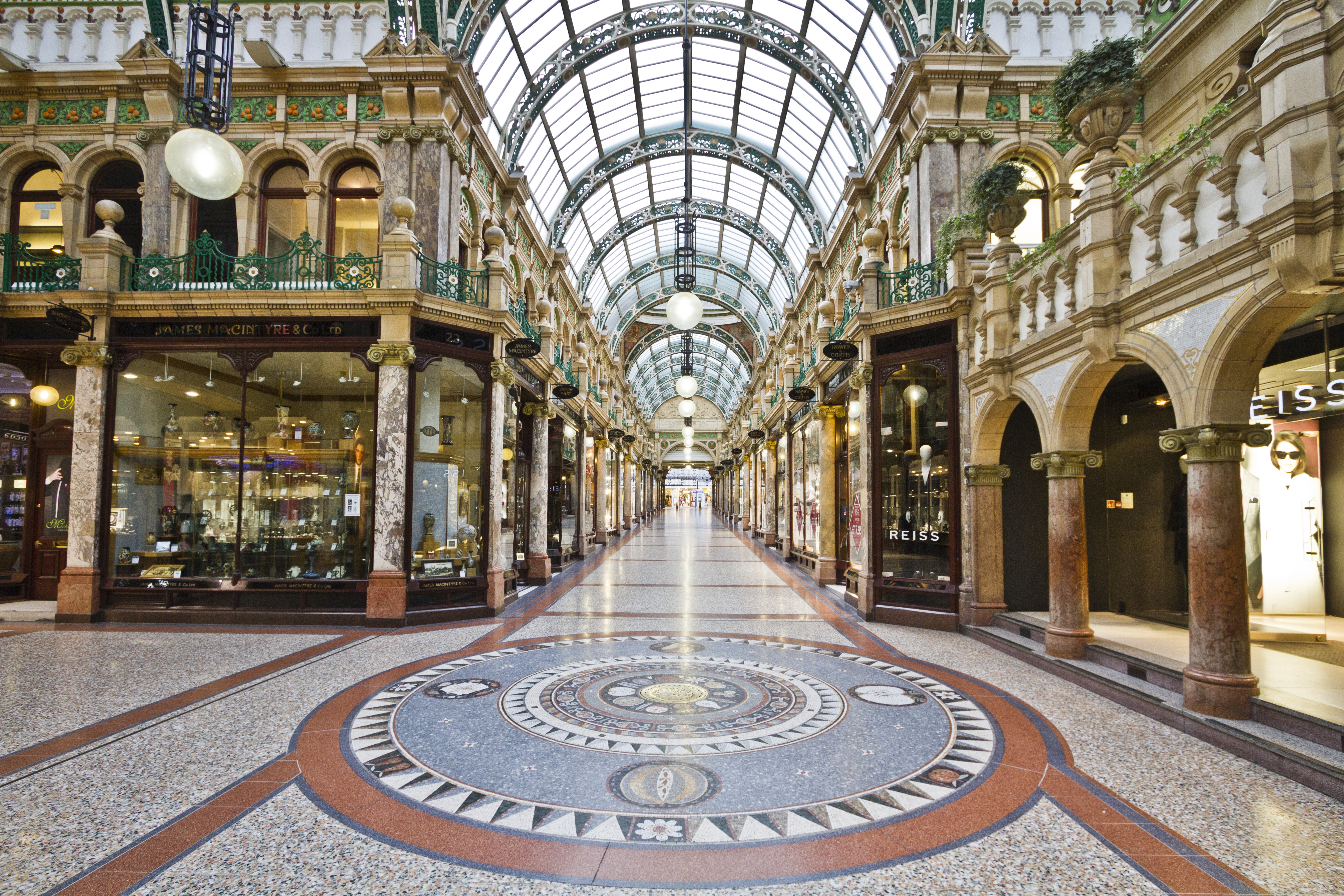
ヴィクトリアクォーターのショッピングアーケード

かつては毛織物、綿織物産業で発展していたが、現在は機械・印刷・化学・電子工学など様々な部門で工業の発展がみられる。銀行・保険会社も集中しており金融都市としての性格も有する。
ショッピングもリーズの経済に大きく貢献している。リーズ市内中心部にあるカークゲート・マーケット、はヨーロッパで屈指の規模を誇る屋内マーケットである。1884年には、マイケル・マークスがここにペニーバザールという名の小さな店を開き、後に世界的な有名チェーン店となるマークス&スペンサーの礎を築いた。カークゲーイト・マーケットすぐそばヴィクトリアクォーターのガラス屋根のショッピングアーケードは、19世紀の見事な建築物でファッションも際立っている。

## 交通

### 空港
リーズ・ブラッドフォード空港 (Leeds Bradford Airport) は、リーズの中心部から約11km離れたエイドンにある国際空港。BA、KLM、Jet2.com、イージージェット、ライアンエアー、トーマス・クック航空、TUIエアウェイズが拠点空港として利用をしている。
また、マンチェスター空港に到着後、リーズまで移動する方法もある。リーズ駅〜マンチェスター空港駅間は電車で1時20分ぐらいで、この方法も航空券の値段と考慮して選択すると良い。

### 鉄道

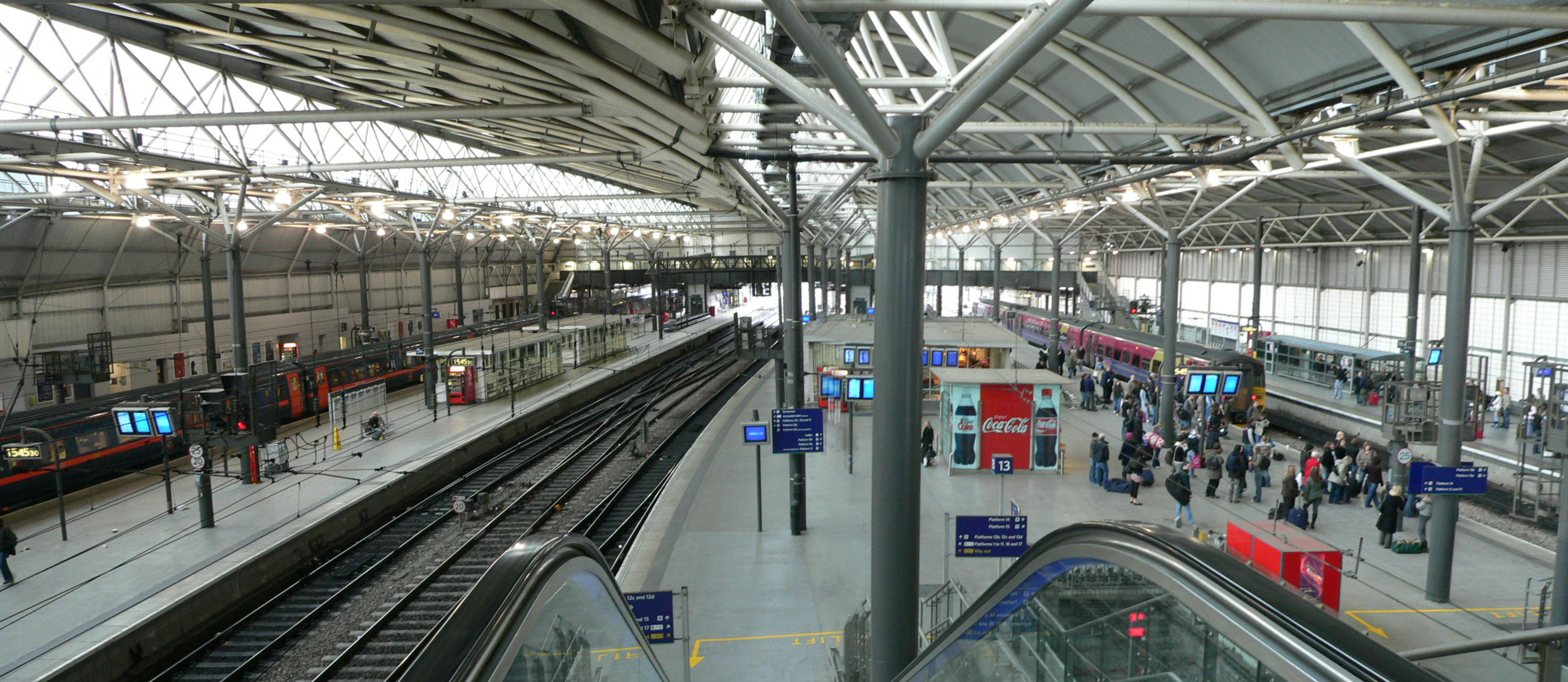
リーズ駅

鉄道においてもリーズは、主要結節点となっている。シティの主要駅は、リーズ駅である。リーズ駅はイギリスの主要鉄道幹線の1つであるイースト・コースト本線のリーズ分岐線の北の終着駅である。
鉄道路線が北はカーライル、東はヨーク、南はウェイクフィールドやドンカスターを経てロンドン、西はマンチェスターやリヴァプールへ続いている。
1. ロンドンのキングス・クロス駅から2時間15分。
2. スコットランド・エディンバラからも3時間程度。

地方路線ではハロゲイト、ブラッドフォード、キースリーとスキプトンの駅があり、リーズの都心、西部、北部など近隣の町を繋いでいる。イギリス各地から鉄道を利用することも可能である。

## 文化
クラシック音楽面では、世界有名リーズ国際ピアノ・コンクールが1963年より原則3年ごとに開催されている。
リーズ音楽大学周辺エリアには、ウェストヨークシャー・プレイハウスとリーズ・グランドシアター＆オペラハウス (Grand Theatre) 文化施設が集中している。グランドシアターは1878年に開場された、現在オペラ・ノース (Opera North) の本拠地となっている。1969年設立され、リーズを本拠地にしているノーザン・バレエ団 は、英国5大バレエ団の１つである。ノーザン・バレエ団の本部ビルは、フェニックス・ダンス・シアター、ノーザン・バレエ・アカデミーとリーズ・ベケット大学の舞台芸術コースと共有している。
ポピュラー音楽では、毎年8月の最後の週末に3日間、リーズ・フェスティバルが行われる。最も大きいライブ会場は、13,500人の収容力があるファースト・ダイレクト・アリーナ (First Direct Arena) である。
リーズを中心にヨークシャーの伝統菓子として知られるケーキに、パーキンがある。

### 学園都市

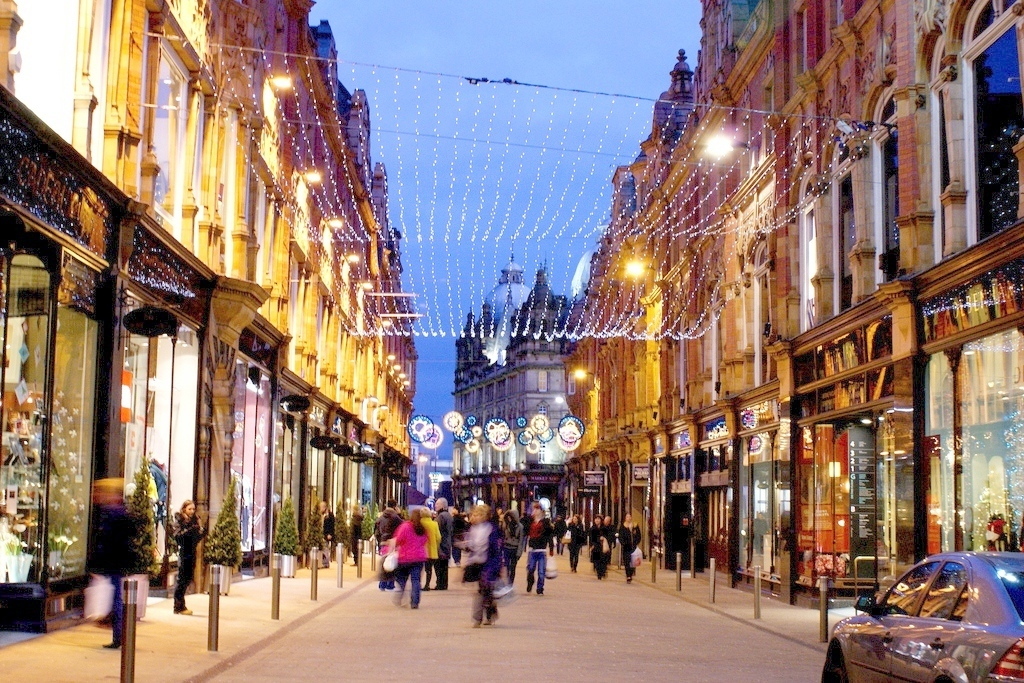
キング・ エドワード・ストリート、リーズ

彫刻家のヘンリー・ムーアやバーバラ・ヘップワース、現代美術のダミアン・ハーストが学んだ都市であり、北イングランドのモダンカルチャーの中核を担う都市として広く知られている。紅茶文化中心のイギリスにあって、リーズはカフェが街のいたるところに存在しているのも特徴で、街にはカフェ文化が根付いている。それはモダンで刺激を求めるリーズ市民の性格からもたらされたものであると言われている。
リーズには2つの主要な大学、リーズ大学とリーズ・ベケット大学があり、多くの学生が学んでいる。1904年に建てられたリーズ大学のほか、市博物館、市美術館がある。アフリカ初のノーベル文学賞作家であるナイジェリアのウォーレ・ショインカ、ケニアの代表的作家であるグギ・ワ・ジオンゴがリーズ大学に留学していた。街は学園都市としての性格が強く、夏休みの時期には人口が激減する。学生の消費活動がリーズ経済の主要な要素にも加味されていて、そうした若者の文化を反映してかナイトライフが充実しており、わざわざロンドンからクラビングする為にやってくる人も多い。ナイトクラブは週末になると、学生を始め多くの若者で溢れかえっている。

### 博物館

#### リーズ・アート・ギャラリー
リーズ市立美術館には英国が誇る20世紀のアートコレクションが収蔵されており、ヘンリー・ムーア・インスティチュートには古今の彫刻品が集められている。

#### 王立武具博物館
1996年に新しく王立武具博物館が開設された。1610年に江戸幕府からジェームズ1世に贈られた胴丸鎧を展示している。

#### ハーウッド・ハウス

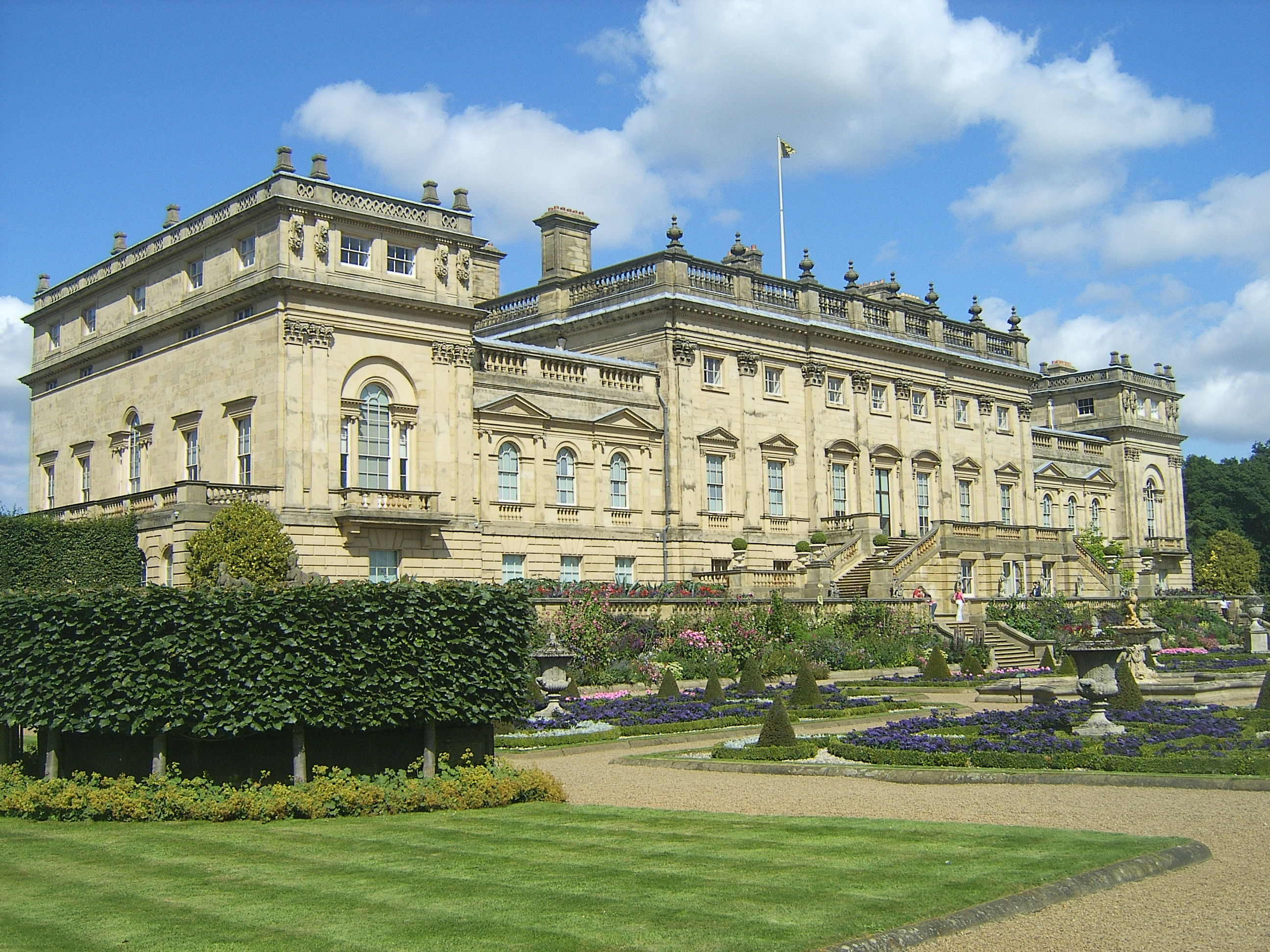
ハーウッド・ハウス

リーズ近郊にある堂々たるパッラーディオ建築の邸宅ハーウッド・ハウス (Harewood House)は、初代ハーウッド伯爵エドウィン・ラセルズが1759年ー1772年に建設した。内装は新古典主義様式の建築家ロバート・アダムの作品、家具は人気の家具師トーマス・チッペンデールによるものである。18世紀中頃、ランスロット・ブラウンによって人工湖や運河を配置した風景式庭園に改造された。

#### アーマリーミルズ産業博物館
グレードIIに分類される博物館の建物は世界最大級の毛織物工場だった。現在の建物は1805年にベンジャミン・ゴットによって建てられ1969年に商業用の施設としての役目を終えた。リーズ市議会の手に渡り、1982年から産業博物館として開館した。

## スポーツ
リーズ・ユナイテッドがリーズを本拠地とするサッカークラブチームである。1992年にリーグ優勝を果たすなど、1990年代においては代表的な強豪クラブであったが、21世紀にはいると財政難から低迷、一時は3部リーグに降格していた。
ヨークシャー・カウンティ・クリケット・クラブ、リーズ・ライノズ（ラグビーリーグ）、およびヨークシャー・カーネギー（ラグビーユニオン）はヘディングリー・スタジアムを本拠地とする。

## 出身人物
- ニコラ・アダムズ - ボクシング選手
- アーサー・ランサム - 作家
- アーリング・ブラウト・ハーランド− サッカー選手
- アラン・スミス - サッカー選手
- アラン・ベネット - 俳優・作家
- コリーヌ・ベイリー・レイ - 歌手
- ジュリアン・バラット - 俳優
- ジョン・フレッチャー - チューバ奏者
- トム・ウィルキンソン - 俳優
- ヘレン・フィールディング - 作家
- ポール・ハンター - プロビリヤード（スヌーカー）選手
- マシュー・ルイス - 俳優
- マルコム・マクダウェル - 俳優
- メラニー・ブラウン - 歌手・元スパイス・ガールズ
- ロバート・G・エドワーズ - 生物学者

## 姉妹都市
- - コロンボ、スリランカ
- - ブルノ、チェコ
- - ドルトムント、ドイツ
- - ダーバン、南アフリカ共和国
- - 杭州市、中華人民共和国
- - リール、フランス
- - ルイビル、アメリカ合衆国
- - ジーゲン、ドイツ